# تپه شماره ۱ روستای زرگر
تپه شماره ۱ روستای زرگر در شهرستان آبیک، روستای زرگر واقع شده و این اثر در تاریخ ۱۲ بهمن ۱۳۸۱ با شمارهٔ ثبت ۷۲۹۷ به‌عنوان یکی از آثار ملی  کشور جمهوری اسلامی ایران به ثبت رسیده است.